# Zuiderham
De polder Zuiderham is een voormalig waterschap in de Nederlandse provincie Groningen.
De polder was gelegen tussen de Spanjaardsdijk en de Kleiweg ten westen van Aduard. De zuidgrens was de Friesestraatweg, terwijl de noordgrens werd gevormd door de Hamstertocht de ongeveer 650 m noordelijk van de Friesestraatweg loopt, min of meer parallel hieraan. De molen van het schap stond aan de Hamstertocht, die uiteindelijk uitmondde in de Lindt.
Waterstaatkundig gezien ligt het gebied sinds 1995 binnen dat van het waterschap Noorderzijlvest.